# Ricaud (Aude)
Ricaud è un comune francese di 291 abitanti situato nel dipartimento dell'Aude nella regione dell'Occitania.

## Società

### Evoluzione demografica
Abitanti censiti